# Christian Kastrop (Staatssekretär)
Christian Kastrop (* 28. November 1959 in Hagen) ist ein deutscher Ökonom. Seit September 2023 ist er geschäftsführender Gesellschafter bei der Global Solutions Initiative in Berlin. Er war von 2020 bis 2021 beamteter Staatssekretär im Bundesministerium der Justiz und für Verbraucherschutz.

## Leben und Wirken
Kastrop studierte von 1978 bis 1984 Volkswirtschaftslehre sowie Wirtschafts- und Sozialpsychologie an der Universität zu Köln. Von 1984 bis 1989 arbeitete er als wissenschaftlicher Mitarbeiter und Lehrbeauftragter der Staatswissenschaftlichen Fakultät sowie am Finanzwissenschaftlichen Forschungsinstitut dieser Universität. 1989 war er Gastwissenschaftler an der Harvard University in den Fächern Philosophie des Mittelalters und Financial Accounting. Im Jahr 1991 folgte seine Promotion an der Universität zu Köln zum Thema Rationalität der ökonomischen Theoriendynamik.
In den Jahren 1989 bis 2014 war Kastrop im Bundesministerium der Finanzen (BMF) tätig und bekleidete verschiedene Leitungspositionen. Unter anderem war er Leiter des Pressereferates und Sprecher des Ministeriums sowie Leiter des Generalreferates Finanzpolitik sowie des Referates Strategie und Reden im Leitungsstab; ab 2002 Unterabteilungsleiter für Grundsatzfragen der Finanzpolitik; ab 2006 zugleich Unterabteilungsleiter Europäische Wirtschafts- und Währungsunion, bilaterale Beziehungen und EU-Erweiterung sowie ab 2011 Leiter der Unterabteilung Internationale Finanzpolitik und Finanzinstitutionen.
Kastrop war als Projektleiter an der Gründung der Brüsseler Denkfabrik BRUEGEL beteiligt. Von 2006 bis 2010 war er zunächst Vizepräsident und dann Präsident des Economic Policy Committee (EPC), das die Ministertreffen des Rates für Wirtschaft und Finanzen (ECOFIN) und der Euro-Gruppe vorbereitet.
Nach seiner Tätigkeit im BMF war Kastrop von 2014 bis 2017 Direktor der Abteilung für wirtschafts- und finanzpolitische Studien der OECD in Paris. Dort initiierte und leitete er verschiedene Forschungsvorhaben und entwickelte Politikempfehlungen in den Bereichen der Makroökonomie, der nachhaltigen und inklusiven Wirtschaft und Finanzen sowie der ökologischen und digitalen Transformation. Er ist Mitbegründer des Global Forum for Productivity der OECD und aktiver Unterstützer der New Approaches to Economic Challenges (NAEC).
Von 2018 bis 2020 war er Direktor des Programms „Europas Zukunft“ der Bertelsmann Stiftung. Dort verantwortete Kastrop unter anderem die Arbeiten der Stiftung zum europäischen Binnenmarkt, der europäischen Wirtschafts- und Währungsunion und den Europäischen Öffentlichen Gütern sowie der EU-Außen- und Nachbarschaftspolitik. In diese Zeit fallen auch Studien der Stiftung zu den ökonomischen Auswirkungen des Brexit, zu Wachstumseffekten im EU-Binnenmarkt und zu einer europäischen Arbeitslosenrückversicherung.
Ab Mai 2020 war er beamteter Staatssekretär für „Verbraucherpolitik und Digitale Gesellschaft“ im Bundesministerium der Justiz und für Verbraucherschutz. Im Dezember 2021 schied er mit der Bildung des Kabinetts Scholz aus dem Amt aus.
Von Oktober 2022 bis Ende August 2023 leitete er das Programm Sozial-Ökonomische-Transformation beim The New Institute in Hamburg
Seit September 2023 ist er geschäftsführender Gesellschafter der Global Solutions Initiative Foundation gGmbH Berlin.
Kastrop lehrt zudem seit 2018 als Honorarprofessor im Fachbereich Volkswirtschaftslehre an der Freien Universität Berlin mit den Schwerpunkten Öffentliche Finanzen, Fiskalregeln und Internationale Institutionen. Er ist Senior Fellow der Hertie School und Policy Fellow am Finanzwissenschaftlichen Forschungsinstitut Köln.

### Schwerpunkte
Kastrop hat sich seit 1989 mit der Konzeption der nationalen, europäischen und internationalen Wirtschafts- und Finanzpolitik beschäftigt. Er gilt als Experte für öffentliche Finanzen, institutionelles Design, öffentlichen Gütern sowie für den (digitalen) Binnenmarkt in Europa. Seine Arbeiten beschäftigen sich mit einem souveränen Europa und der dazu notwendigen Analyse des europäischen Mehrwerts in verschiedenen Politikfeldern. Kastrop gilt als Mitentwickler der deutschen Schuldenbremse. Kastrops Schwerpunkt im BMJV gilt den Themen der nationalen und der europäischen Verbraucherpolitik, insbesondere den digitalen Plattformen, der künstlichen Intelligenz sowie den Themen von Hass und Hetze im Netz.

### Privates
Kastrop hat viele Jahre in verschiedenen Funktionen aktiv und ehrenamtlich in der Katholischen Studierenden Jugend (KSJ) mitgewirkt. Er lebt in der Nähe von Potsdam. Kastrop ist Mitglied der SPD.

## Veröffentlichungen (Auswahl)
- mit Eckhard Bergmann, Wilfried Steinheuer (Hrsg.): Öffentliche Haushalte und Risiko. Westdeutscher Verlag, Opladen 1990, ISBN 978-3-531-03243-6.
- Die Konzessionsabgaben der Gemeinden als Lenkungs- und Finanzierungsinstrument. Kohlhammer, Stuttgart 1991, ISBN 978-3-17-011820-1.
- Rationale Ökonomik – Überlegungen zu den Kriterien der ökonomischen Theoriendynamik. Duncker & Humblot, Berlin 1993, ISBN 978-3-428-07506-5 (Dissertation).
- mit S. Deroose (Hrsg.): The Quality of Public Finances. Findings of the EPC-Working Group: First Period 2004–2007. European Commission, 2008.
- mit Werner Ebert: Governing the Euro Area in the Next Decade. Assessment and Challenges Ahead. In: Rolf Caesar et al. (Hrsg.): Governing the Eurozone. Stuttgart 2009, S. 51–61.

- mit Gisela Meister-Scheufelen, Margaretha Sudhof (Hrsg.): Die neuen Schuldenregeln im Grundgesetz. Zur Fortentwicklung der bundesstaatlichen Finanzbeziehungen. BWV Verlag, Berlin 2010, ISBN 978-3-8305-1780-1.
- mit A. de La Fuente, M. Thöne: Regional Financing in Germany and Spain. Comparative Reform Perspectives. Graduate School of Economics (GSE), 2016.
- mit D. Ponattu: Europäische Öffentliche Güter und Fiskalregeln 4.0 – Marktdisziplin und Solidarität als Leitbild für die Eurozone. In: ifo Schnelldienst. Band 72, 2019, S. 16–19 (ifo.de [PDF; abgerufen am 14. Dezember 2020]).
- mit Thomas Wieser: Corona-Krise: Ein Akt der ökonomischen Vernunft. In: Die Zeit. 13. April 2020, abgerufen am 14. Dezember 2020.
- Consumer Policy After COVID-19 – Fostering Social Cohesion. In: Social Europe. 22. Oktober 2020, abgerufen am 14. Dezember 2020.
- mit McArthur, John; Treyer, Sébastian; Issue Paper: Ramping up Investments in a Better Future: The Need for a Refreshed G7 Approach to Realize the Opportunity of Global Sustainable Development. G20-insights, 5. Avril, 2023.
- mit Engels, Markus: Toward a New Age of Multilateralism. G20-insights, 5. Juni, 2023.